# Huperzia watsoniana
Huperzia watsoniana là một loài thực vật có mạch trong Họ Thạch tùng. Loài này được (Maxon) B. Øllg. mô tả khoa học đầu tiên năm 1992.